# Gioventù nuda
Gioventù nuda (Terrain vague) è un film del 1960 diretto da Marcel Carné.
A distanza di due anni dal precedente Peccatori in blue jeans, Carné dirige un nuovo ritratto del mondo giovanile contemporaneo, adattando per il cinema insieme a Henri-François Rey il romanzo Tomboy di Hal Ellson, ampiamente modificato.

## Distribuzione
La prima del film avvenne il 9 novembre 1960 al Berlitz, Paris e Wepler di Parigi.

## Critica
Per il Dizionario Mereghetti il film è spesso gravato da «un paternalismo sociologico piuttosto fastidioso» e «le immagini realistiche stridono con gli stereotipi da feuilleton». Per il Dizionario Morandini «i personaggi non hanno né verità poetica né attendibilità documentaristica ad onta delle scrupolose premesse sociologiche».